# Тшцинець-Дужи
Тшцинець-Дужи (пол. Trzciniec Duży) — село в Польщі, у гміні Косув-Ляцький Соколовського повіту Мазовецького воєводства.
Населення — 170 осіб (2011).
У 1975-1998 роках село належало до Седлецького воєводства.

## Демографія
Демографічна структура станом на 31 березня 2011 року:
|          | Загалом | Допрацездатний вік | Працездатний вік | Постпрацездатний вік |
| -------- | ------- | ------------------ | ---------------- | -------------------- |
| Чоловіки | 89      | 20                 | 51               | 18                   |
| Жінки    | 81      | 12                 | 37               | 32                   |
| Разом    | 170     | 32                 | 88               | 50                   |